# Begrich
Begrich ist der Familienname folgender Personen:
- Aljoscha Begrich (* 1977 in Bratislava), Dramaturg
- Gerhard Begrich (* 1946), deutscher evangelischer Theologe und Hochschullehrer
- Joachim Begrich (1900–1945), deutscher evangelischer Theologe
- Karl Begrich (1879–1952), deutscher evangelischer Theologe
- Martin Begrich (1897–1971), deutscher Theologe, Auslandspfarrer und Präses einer  Synode
- Thomas Begrich (* 1950), deutscher Ökonom, Finanzabteilungsleiter des Kirchenamtes der EKD